# Elisabetta Quirini

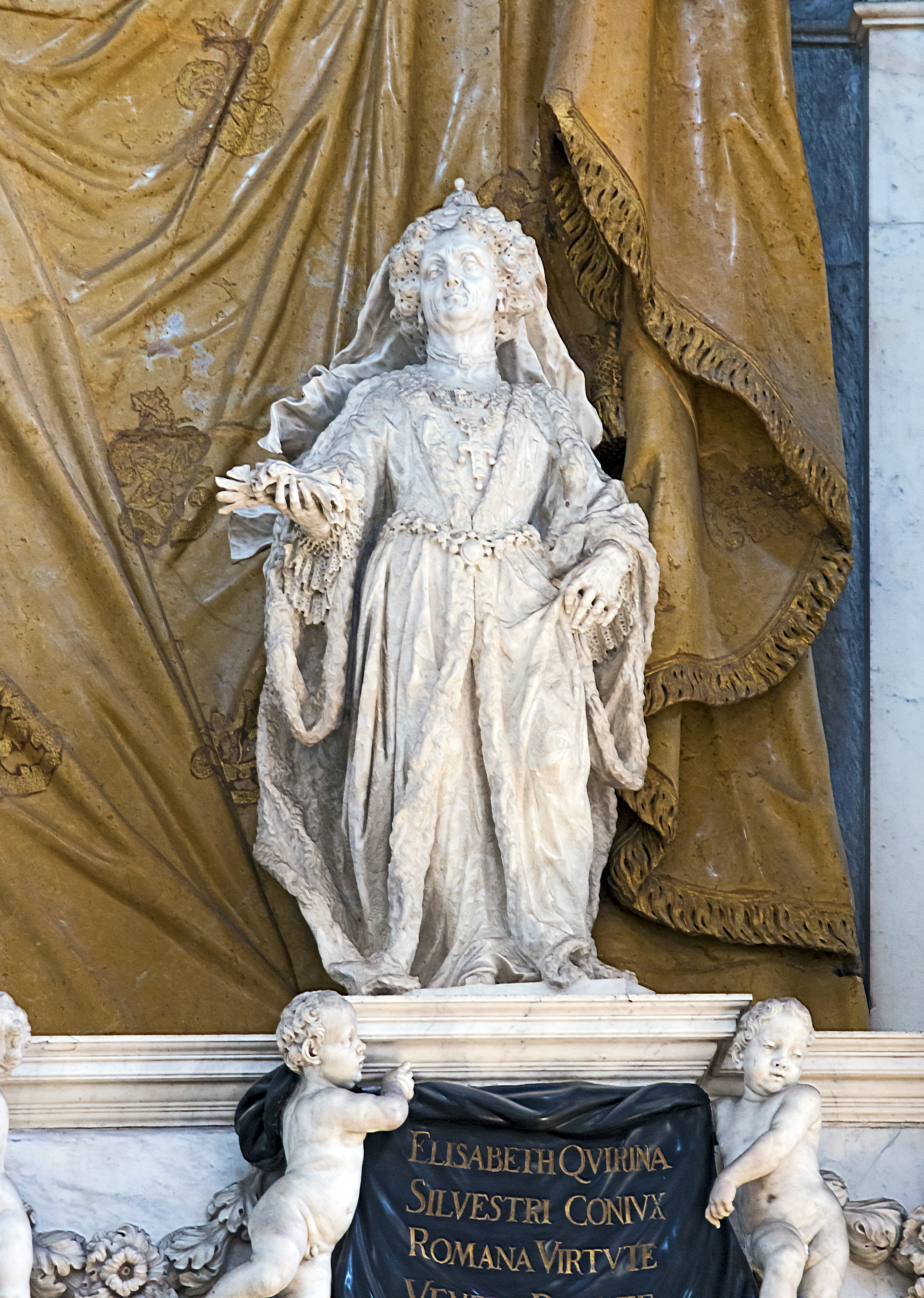
Elisabetta Querini av Giovanni Bonazza

Elisabetta Quirini, född 12 november 1628 i Venedig, död 19 januari 1709 i Venedig, var dogaressa av Venedig 1694-1700, gift med Republiken Venedigs doge Silvestro Valier.

## Biografi
Quirini-Valier beskrivs som den enda av Venedigs dogaressor under 1600-talet, sedan Morosina Morosini-Grimani, som lämnade något verkligt avtryck i historien. Hon gifte sig med Valier 1649. Hennes make blev i historieskrivningen mest känd genom henne, då hon blev mer omskriven och hans regeringstid var omärklig.
Trots att staden år 1645 hade bedömt att en kröning av dogaressa var onödig och de övriga ceremonierna kring henne borde dämpas och skäras ned, genomförde Elisabetta den 4 mars 1694 sin kröning och sitt högtidliga intåg i Venedig och mottog statens hyllning enligt alla ceremonier. Detta tycks ha gett upphov till en kontrovers, för år 1700 förbjöds dogaressorna i fortsättningen att bära krona. 
Elisabetta använde sig även av sin rätt att i egenskap av dogaressa ta emot utländska sändebud, och tog emot gåvor av dessa för att påverka lagförslag. Därför förbjöd staten dogaressor att göra även detta efter hennes tid.